# Юсупова Бедер Ахметівна
Юсупова Бедер Ахметівна (башк. Бәҙәр Әхмәт ҡыҙы Йосопова; 21 грудня 1901 — 30 серпня 1969) — башкирська радянська актриса, одна з перших актрис башкирського театру. Заслужена і народна артистка, член Союзу театральних діячів БАРСР.

## Біографія
Юсупова Бедер Ахметівна народилась 21 грудня 1901 року в Орську Оренбурзької губернії. У 1915 році починає викладати в одній з місцевих татарських шкіл, закінчивши вчительські курси в рідному місті.
Дебютувала у 1916 році під псевдонімом Люсі на сцені аматорського театру при Орському «Союзі молоді» у драматичному етюді «Втрачена жінка» (за п'єсою І. Богданова), виконала роль Галіябану, Магруфкамал («Галіябану» і «Свято в селі» Файзі), татарської революціонерки Шакіри («Сутичка» Г. Ісхакі), а також почала виступати з виконанням башкирських народних танців і пісень. У неї відкрився справжній талант в артистичній сфері. Спочатку її знали як виконавицю народної творчості Башкирії, а згодом вона не тільки співала, а ще і танцювала.
У 1919 році була у числі організаторів і однією з перших актрис Башкирського державного театра у Стерлітамаку.
З 1926 року і до кінця життя вона працювала актрисою у трупі 1-го Башкирського державного театру (зараз Башкирський академічний театр драми імені Мажита Гафурі).
До 1929 року Юсупова Бедер була зайнята роботою в народному комісаріаті освіти в рідній республіці.
Зіграла понад 120 різнопланових ролей у спектаклях різних драматургів (як класичних, так і сучасних). Брала участь у фронтових концертах під час Другої світової війни.
У 1969 році, у віці 67 років артистка померла. ЇЇ могилу можна знайти можна на місцевому кладовищі в місті Уфа.
Ім'ям Бедер Ахметівни названа премія Спілки театральних діячів республіки «За найкращу жіночу роль», яка щорічно присуджується за творчі досягнення у галузі театру. З 2002 року Уфимський Будинок актора, що знаходиться на перехресті вулиць Пушкіна та Театральної носить її ім'я. Зупинка транспорту також стала називатися «Будинок акторки імені Бедер Юсупової».

## Нагороди та звання
- Заслужена артистка Башкирської АРСР (1935)
- Народна артистка Башкирської АРСР (1940)
- Заслужена артистка Російська РФСР (1944)
- Орден Трудового Червоного Прапора (1955)
- Орден «Знак Пошани» (1944)